# Zaccan
Zaccan, Zaccan-Raune, Ravnisciaka o Xacon (in croato: Ravni Žacan) è un isolotto disabitato della Dalmazia settentrionale in Croazia che fa parte delle isole Incoronate; si trova nel mare Adriatico, a sud dell'isola Incoronata. Amministrativamente appartiene al comune di Morter-Incoronate, nella regione di Sebenico e Tenin.

## Geografia
Zaccan si trova 120 m ad est dell'isola Lunga, tra questa e l'isolotto del Monte (Škulj), e dista circa 1 M da monte Abate (Opat), l'estremità meridionale dell'isola Incoronata, da cui è separato dal canale dell'Incoronata (Kornatski kanal). L'isolotto ha una forma irregolare; una piccola baia si apre a sud (uvala Žakan) ed è dotata di un porticciolo. La sua superficie è di 0,299 km² e lo sviluppo costiero di 2,97 km, l'altezza è di 36,4 m.
Assieme alle isolette Gomigna, Lunga, Zaccan Petroso e Zaccanar Piccolo racchiude il tratto di mare denominato Porto Zaccan (Luka Žacan).

### Isole adiacenti
- Zaccan Petroso (Kameni Žacan), a sud di Zaccan.
- Zaccanar Piccolo[12], Zoknaz[6][7] o Comignak piccolo[13] (Jančar) scoglio di forma ovale con una superficie di 0,058 km²[1], uno sviluppo costiero di 0,97 km[1] e l'altezza di 16 m[2]; si trova 460 m[2] a sud di Zaccan, di fronte a valle Zaccan, e 170 m[2] a ovest di Zaccan Petroso 43°43′11″N 15°25′50″E.
- Zaccanaz[4], piccolo Zoknaz[6][7] o Xakunzi[13] (Žacanac), piccolo scoglio nelle acque di Porto Zaccan, 160 m[2] a nord-ovest di Zaccanar Piccolo e 330 m[2] a sud-ovest di Zaccan; ha un'area di 7193 m²[14], una costa lunga 319 m[14] e un'altezza di 8 m[2] 43°43′17″N 15°25′39″E.
- Gomigna (Gominjak), a sud-ovest dell'isola Lunga e dista circa 1,2 km[2] da Zaccan.

### Cartografia
- (HR) Mappa topografica della Croazia 1:25000, su preglednik.arkod.hr. URL consultato il 9 luglio 2017.
- G. Giani, Carta prospettiva delle Comuni censuarie della Dalmazia, fogli 5 e 6, 1839. Fondo Miscellanea cartografica catastale, Archivio di Stato di Trieste.
- Carta di cabottaggio del mare Adriatico, foglio VII, Milano, Istituto geografico militare, 1822-1824. URL consultato il 17 febbraio 2017 (archiviato dall'url originale il 13 aprile 2013).